# Pienso en ti (canción de Adrianna Foster)
«Pienso en ti» es una canción grabada e interpretada por la cantautora mexicana Adrianna Foster. La canción fue escrita por ella misma y producida por Rodolfo Castillo.
Fue lanzada a través de la discográfica Viva Music Group, en 2008 como el primer sencillo de su álbum debut Esperándote. Ha logrado obtener más de 22 millones de reproducciones en Spotify.